# Les Huit Diagrammes de Wu-Lang
Pour plus de détails, voir Fiche technique et Distribution.
Les Huit Diagrammes de Wu-Lang (Eight Diagram Pole Fighter) est un film hongkongais d'arts martiaux produit par Shaw Brothers en 1983, 12 ans après Les 14 Amazones.

## Synopsis
Le général Pan Mei (Lin Ke Ming), figure politique de la dynastie des Song, complote pour détruire la famille Yang. Il tend un piège aux sept frères qui la composent ainsi qu'à leur vénérable et puissant père. Seuls deux frères parviennent à sortir vivants : le fils numéro 6 (Alexander Fu Sheng) qui est rendu fou par l'horreur du massacre, et le fils numéro 5 (Gordon Liu Chia-hui), qui erre dans la nature avant de frapper à la porte d'un monastère bouddhiste.
Mais les préceptes religieux entrent bien vite en conflit avec la rage vengeresse du fils Yang et un des moines (Philip Ko Fei) lui enjoint bien vite de quitter les lieux sacrés…

## Fiche technique
Autres titres : 	 
- The Invincible Pole Fighters (Titre Int.) (Titre HK)
- The Eight Diagram Pole Fighter (Titre HK)
- The 8 Diagram Pole Fighter (Titre HK)
- Réalisation : Liu Chia-liang
- Scénario : Liu Chia-liang et Ni Kuang
- Musique : Chin Yung Shing et Chen-Hou Su
- Montage : Hsing-Lung Chiang et Yen Hai Li
- Photographie : An-Sung Tsao
- Production : Mona Fong
- Société de production : Shaw Brothers
- Pays de production : Hong Kong
- Genre : Film d'action, drame
- Durée : 98 minutes
- Date de sortie :
  - Hong Kong : 17 février 1984

## Distribution
- Gordon Liu (VF : Xavier Percy) : fils numéro 5
- Alexander Fu Sheng (VF : Jean-Pierre Denuit) : fils numéro 6
- Kara Hui (VF : Cathy Boquet) : sœur numéro 8
- Lily Li Li-li : Madame Yang
- Philip Ko Fei : un moine
- Lin Ke Ming  : Général Pan Mei
- Johnny Wang Lung Wei : Yelu Lin

## Autour du film
Alexander Fu Sheng qui est l'un des acteurs principaux de ce film et l'un des acteurs emblématiques de la Shaw brothers, est décédé avant la fin du tournage, à la suite d'un accident de voiture. 
Ce tragique accident a forcé les scénaristes à retravailler la fin du film.